# 亘理郵便局
亘理郵便局（わたりゆうびんきょく）は宮城県亘理郡亘理町にある郵便局。民営化前の分類では集配普通郵便局であった。

## 概要
住所：〒989-2399 宮城県亘理郡亘理町字中町東39
民営化直前の集配業務再編において、多くの集配普通郵便局は統括センターとなったが、当局は配達センターとされたため、民営化後も郵便事業株式会社の支店は併設されず、集配センターが併設された。

## 沿革
- 1872年8月4日（明治5年7月1日） - 亘理郵便取扱所として開設[1]。
- 1875年（明治8年）1月1日 - 亘理郵便局（五等）となる。
- 1882年（明治15年） - 為替・貯金取扱を開始。
- 1897年（明治30年）2月16日 - 亘理郵便電信局となる。
- 1903年（明治36年）4月1日 - 通信官署官制の施行に伴い亘理郵便局となる。
- 1958年（昭和33年）12月20日 - 亘理逢隈郵便局から電話交換事務の取扱を移管[2]。
- 1965年（昭和40年）11月14日 - 荒浜郵便局および亘理逢隈郵便局から集配業務を移管。
- 1966年（昭和41年）9月1日 - 特定郵便局から普通郵便局に局種別改定[3]。
- 1969年（昭和44年）2月23日 - 電話交換および和文電報配達業務を、亘理電報電話局に移管。
- 2000年（平成12年）8月14日 - 外国通貨の両替および旅行小切手の売買に関する業務取扱を開始。
- 2007年（平成19年）10月1日 - 民営化に伴い、併設された郵便事業岩沼支店亘理集配センターに一部業務を移管。
- 2012年（平成24年）10月1日 - 日本郵便株式会社発足に伴い、郵便事業岩沼支店亘理集配センターを亘理郵便局に統合。

## 取扱内容
- 郵便、印紙、ゆうパック、内容証明
- 貯金、為替、振替、振込、国際送金、国債、投資信託
- 生命保険、バイク自賠責保険、自動車保険
- ゆうちょ銀行ATM
- 亘理郡亘理町内の集配業務

## 周辺
- 亘理町役場
- 亘理警察署
- 宮城県亘理高等学校
- 国道6号

## アクセス
- JR常磐線 亘理駅から南西へ約1.1km（徒歩約12分）
- 亘理町町民乗合自動車「さざんか号」 乗継所下車
- 常磐自動車道 亘理ICから南西へ約7km
- 駐車場あり：23台